# I cacciatori del lago d'argento
I cacciatori del lago d'argento (Those Calloways) è un film  del 1965, tratto dal romanzo per ragazzi Swiftwater di Paul Annixter. Il film, prodotto da Walt Disney e diretto da Norman Tokar, fu l'ultima opera cinematografica a cui lavorò il compositore di colonne sonore Max Steiner.

## Trama
Negli anni Venti del XX secolo Cam Calloway, un cacciatore di pellicce di origine irlandese cresciuto con gli indiani Micmac, vive in una casa nel bosco vicino alla cittadina di Swiftwater, nel Vermont con sua moglie Liddy, suo figlio sedicenne Bucky, il suo cane Sounder, un cucciolo d'orso nero chiamato Keg e una cornacchia addomesticata, Scissorbill. Considerato un eccentrico dai suoi concittadini per il suo stile di vita a contatto della natura selvaggia, il sogno di Cam è istituire una  riserva per i grandi stormi di oche selvatiche che sorvolano Swiftwater durante le loro migrazioni. Cam ha trasmesso questa passione per le oche a suo figlio, ma Liddy è meno entusiasta; tuttavia, per l'amore che gli porta, tollera le sue maniere e lo perdona ripetutamente quando indulge a bevute di whisky. In questo periodo, Bucky comincia a provare un sentimento profondo per la sua fidanzatina d'infanzia, la diciottenne Bridie Mellott, commessa in un negozio locale.
Cam ha come obiettivo di guadagnare 1100 dollari per acquistare i 30 acri di terra paludosa che circondano il lago di Swiftwater, in cui piantare del mais per attirare le oche nella futura riserva. Deve però pagare anche l'ultima rata del mutuo sul terreno dove ha la casa, così, quando la stagione invernale s'appressa, cerca con Bucky un terreno vergine dove piazzare le trappole per gli animali, sperando in un buon bottino in pellicce di volpi e di ermellini che forniscano il denaro anche per i desideri di Liddy, che vorrebbe abbellire la casa. Padre e figlio esplorano la Valle dei Pini Grigi, una zona mai frequentata prima dai cacciatori perché sconosciuta ai bianchi del posto e temuta come un luogo in balia di spiriti maligni dai Micmac. Sprezzante verso queste superstizioni, Cam vi s'inoltra ma cadendo si rompe una gamba.
Dopo aver accompagnato il padre a casa, Bucky torna nella valle con Sounder per sistemare le trappole e vi passa la stagione. Dopo che la maggioranza delle trappole sono state saccheggiate da un ghiottone, Bucky uccide questo animale quando ne viene attaccato, salvando il frutto del suo lavoro e lo stesso Sounder che ne era stato ferito. Sfortunatamente, le quotazioni delle pellicce sono crollate e i Calloway realizzano soltanto un quarto della somma che avevano messo in conto. Come se non bastasse, Cam spende quasi tutto il ricavato come anticipo per l'acquisto del lago di Swiftwater Lake. Di conseguenza, non è in grado di ripagare il mutuo sulla casa, e ne è sfrattato con la sua famiglia. Costretti a stabilirsi sulla sponda del lago, i Calloways rimangono sorpresi quando molti dei loro concittadini li aiutano a costruire una nuova abitazione.
Nel frattempo Dell Fraser, un commesso viaggiatore, progetta di trasformare Swiftwater in un centro di soggiorno per cacciatori di oche. Spacciandosi per un fotografo conservazionista, Dell finge interesse nel progetto di Cam e gli dà il denaro per piantare il mais.Quando questo matura, Bucky apprende dello stratagemma e affronta i profittatori. Un Cam ubriaco cerca di bruciare il campo per affossare il loro piano ma Liddy riesce a salvarlo. Dopo che Cam è stato ferito gravemente da un colpo sparato involontariamente a bruciapelo da un cacciatore, tutta la città si stringe attorno a lui. Si  organizza una petizione per richiedere che il governo federale acquisti la zona umida per costituire una riserva naturale tenendone fuori i cacciatori. Mentre Cam si riprende dalla ferita, Fraser e i suoi soci lasciano la città, e il sogno dei Calloway diventa realtà.

## Distribuzione
Il film uscì negli Stati Uniti il 28 gennaio 1965. Il DVD della regione 1 uscì per la Walt Disney Studios Home Entertainment il 3 febbraio 2004.